# Piptatherum miliaceum
Piptatherum miliaceum é uma espécie de planta com flor pertencente à família Poaceae. 
A autoridade científica da espécie é (L.) Coss., tendo sido publicada em Notes sur Quelques Plantes Critiques, Rares, ou Nouvelles,...129. 1851.

## Portugal
Trata-se de uma espécie presente no território português, nomeadamente os seguintes táxones infraespecíficos:
- Piptatherum miliaceum subsp. miliaceum - presente em Portugal Continental, no Arquipélago dos Açores e no Arquipélago da Madeira. Em termos de naturalidade é nativa de Portugal Continental e do Arquipélago da Madeira e introduzida no Arquipélago dos Açores. Não se encontra protegida por legislação portuguesa ou da Comunidade Europeia.
- Piptatherum miliaceum subsp. thomasii - presente em Portugal Continental. Em termos de naturalidade é nativa da região atrás referida. Não se encontra protegida por legislação portuguesa ou da Comunidade Europeia.